# 시선뉴스

시선뉴스 (SISUN NEWS)는 대한민국 온라인 최초 지식교양 전문 방송뉴스채널로서 2012년 8월 1일에 창간하여, 과학기술정보통신부, 한국데이터진흥원에서 주관하는 법제처_콘텐츠산업진흥법 제22조 국민이 신뢰하고 이용할 수 있는 콘텐츠서비스 품질인증 제도인 '굿콘텐츠서비스인증 기관(기업)으로 4년 연속 지식정보, 방송 부문에 선정되었으며, 중소벤처기업부로부터 Main-Biz 인증을 획득한 SISUN NEWS., Ltd (주식회사 시선뉴스)가 발행, 운영하는 인터넷 신문, 방송사이다.
- 2024.05 : ISO 9001 품질경영시스템 인증 획득 [인증 범위  홍보 동영상, 방송뉴스 프로그램의 기획 및 제작]
- 2024.06 : 중소기업 혁신바우처 플랫폼 수행기관 선정 (마케팅_홍보지원 분야)

## 뉴스 콘텐츠 제공 · 송출
1) 포털사이트 뉴스 제휴 현황
```
네이버뉴스, 다음뉴스, 네이트뉴스, 구글뉴스스탠드, 줌뉴스
```

2) 동영상뉴스 콘텐츠 제휴 현황
```
 네이버TV, 유튜브, 전국종합케이블TV VOD(홈초이스), 지역버스TV(지엘미디어)
```

## 개요
“더 많은 사람들을 위한 더 좋은 뉴스를 만듭니다.”
지식교양 전문뉴스채널인 시선뉴스는 '진심을 담은 언론'의 이념을 담아 ‘어떠한 콘텐츠도 쉽게 전달하지 않는다.’는 사명감으로 정보의 차별이 없도록, 진심을 담아 가장 소중하고 가치 있는 5분을 대중에게 전달하며 전 세계 모든 독자와 시청자들이 손쉽게 건강하고 올바른 지식정보 콘텐츠를 접할 수 있도록 제공하고 있다.

## 뉴스 콘텐츠 소개
시선뉴스의 모든 뉴스콘텐츠는 다년간 지식교양 프로그램을 기획, 제작한 프로듀서와 기자, 가장 정확한 통계와 근거로 제작하고 있는 인포그래픽 디자이너들이 모여 보다 심도 있는 생생한 현장 취재 및 전문적 연구조사 자료를 통해 100% 자체적으로 제작되고 있고, 이를 바탕으로 신뢰성과 현실감이 높은 뉴스를 신속하고 정확하게 제공하고 있다.
시사교양, 지식교양, 카드뉴스, 생활법률, 지식정보, 컬쳐피플, 인포그래픽, 네이쳐,등 텍스트는 물론 그래픽, 사진, 동영상 등을 통합 편집한 새로운 형태의 뉴스 및 방송 콘텐츠를 다루는 인터랙티브 뉴스이다. 본사는 서울특별시 금천구에 위치한 IT미래타워에 있다.

## 인증 · 상훈
- 인터넷신문사업등록증
- 인터넷신문위원회 정회원
- 시선뉴스 산업재산권 서비스표 등록증(특허)
- 경영혁신형 중소기업 Main-Biz 인증 획득 (중소벤처기업부)
- ISO 9001 품질경영시스템 인증 획득 (국제표준화기구) [인증 범위 : 홍보동영상, 방송뉴스 프로그램의 기획 및 제작]
- 굿콘텐츠 서비스 인증기업 4년 연속 선정 (과학기술정보통신부)
- 직접생산확인증명서 (동영상제작서비스)
- 비디오물제작업 신고증
- 방송영상독립제작사 신고증
- 2015년 6월 17일 시선뉴스 '지식정보' 콘텐츠제공서비스 품질인증 선정(미래창조과학부·한국데이터진흥원).
- 2016년 5월 31일 대한인터넷신문협회 제1회 보도발전상 수상.
- 2016년 5월 31일 대한인터넷신문협회 제1회 공로상 수상.
- 2016년 7월 29일 시선뉴스 '전자 출판' 콘텐츠제공서비스 품질인증 2년 연속 선정(미래창조과학부·한국데이터진흥원).
- 2017년 4월 7일 대한인터넷신문협회 제2회 최우수 기자상 '프로듀서' 수상.
- 2017년 4월 7일 대한인터넷신문협회 제2회 우수 기자상 '취재보도' 수상.
- 2017년 6월 5일 시선뉴스 '방송 부문' 콘텐츠제공서비스 품질인증 3년 연속 선정(미래창조과학부·한국데이터진흥원).
- 2017년 7월 20일 여의도정책연구원, 행정평가위원회 최우수 기자상 '뉴스기획취재', '뉴스콘텐츠 디자인', '방송뉴스 제작' 부문 3개 분야 수상.
- 2017년 6월 5일 대한인터넷신문협회 제4회 최우수 기자상, 우수 기자상 5개부문 수상.
- 2018년 6월 5일 시선뉴스 '지식정보' 굿콘텐츠서비스인증 선정(과학기술정보통신부·한국데이터진흥원).
- 2014년 4월 23일 시선뉴스 경영혁신형 중소기업 Main-Biz 인증 선정(중소벤처기업부).